# إيما ويد
إيما ويد (بالإنجليزية: Emma Wade)‏ هي منافسة ألعاب القوى بليزية، ولدت في 19 ديسمبر 1980 في بليز.

## وصلات خارجية
- إيما ويد على موقع الاتحاد الدولي لألعاب القوى (الإنجليزية)
- إيما ويد على موقع أوليمبيديا (الإنجليزية)
- إيما ويد على موقع اتحاد ألعاب الكومنولث (مؤرشف) (الإنجليزية)